# Li Keran

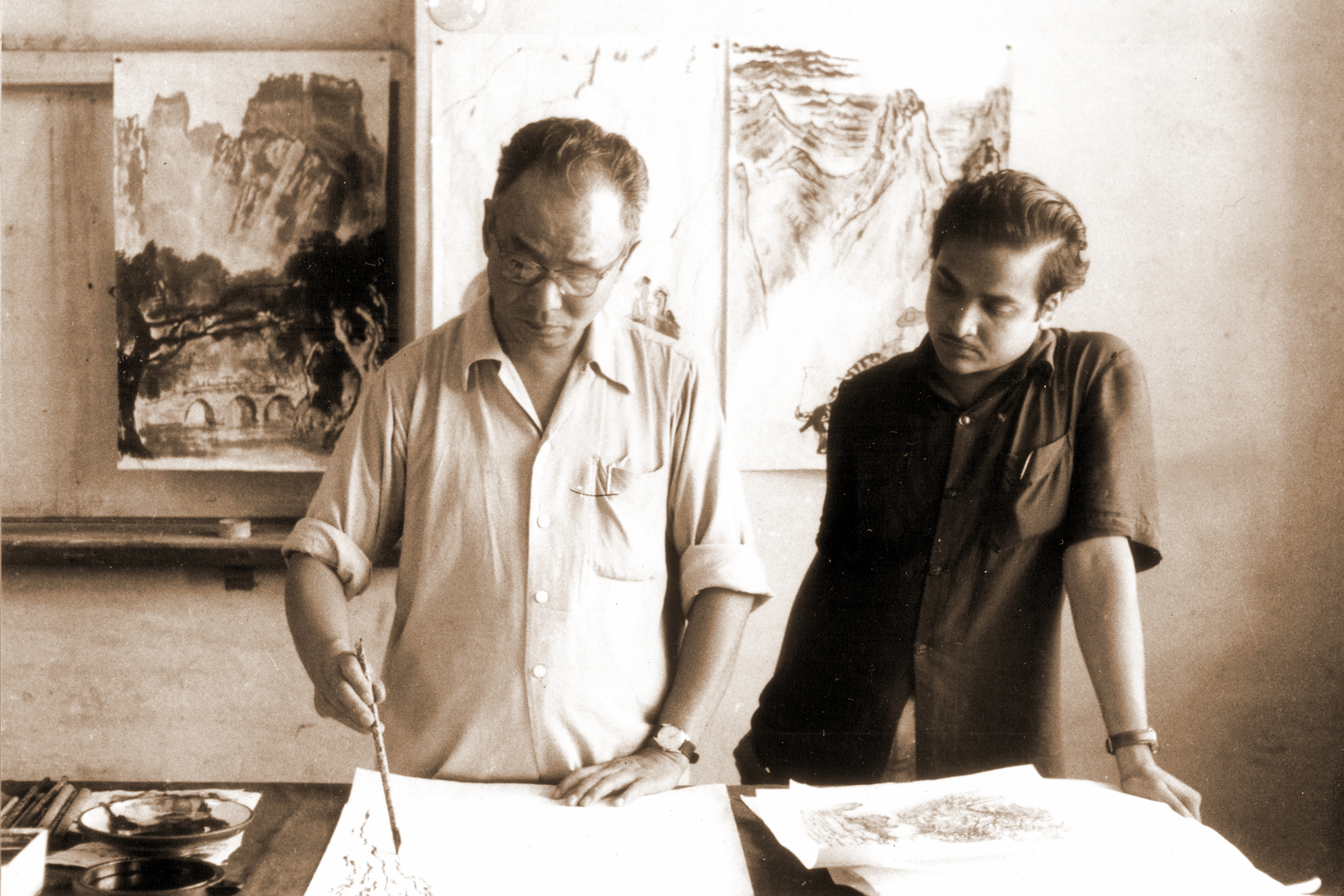
Li Keran und Beohar Rammanohar Sinha 1957

Li Keran (* 26. März 1907 in  Xuzhou, Provinz Jiangsu; † 5. Dezember 1989 in Peking) war einer der beliebtesten chinesischen Maler des 20. Jahrhunderts. Populär war er vor allem für seine Darstellung von Wasserbüffeln. Er gilt aber auch als Neuerer der chinesischen Landschaftsmalerei.

## Biografie
Li Keran wurde in Xuzhou, Provinz Jiangsu, als Li Jongshun geboren. Sein Vater war ein Bauer ohne Landbesitz, der später Fischer wurde.
Im Jahr 1923 ging Li Keran nach Shanghai und studierte an der Kunstschule. Zu seinen Lehrern gehörte auch der Maler Qian Shichi. 1929 wechselte Li Keran zur Staatlichen Kunstakademie von Hangzhou, wo er sich der westlichen Ölmalerei zuwandte. Hier wurde er vom französischen Maler André Claudot unterrichtet, der einen immensen Einfluss auf seinen späteren Stil durch die westliche Ölmalerei hatte.  Im gleichen Jahr schloss er sich der von Lu Xun mitbegründeten „Fortschrittlichen Künstlergesellschaft“ an.
Nach Ausbruch des Chinesisch-Japanischen Krieges im Jahr 1937 arbeitete Li Keran unter Guo Moruo in der Politabteilung des Militärrats der Nationalregierung, die 1938 ihren Sitz nach Chongqing verlegte. In diesen Jahren wohnte er in einem Bauernhaus am Stadtrand neben dem Stall eines Wasserbüffels. Dies war für ihn der Anlass, sich dem Wasserbüffel als Sujet zu widmen. Der Wasserbüffel war Symbol für die Demütigung Chinas, in dem sich Unterwerfung und Kraft vereinigen.

## Werke
- 1964: Landscape in Red. Tusche und Farbe auf Papier, 131 cm × 84 cm. Poly Auction, Peking 3. Juni 2012 $ 30.341 Mio.